# Riviéra (Brno)
Riviéra (v hantecu Rivec) je rekreační areál mezi řekou Svratkou a ulicí Bauerovou ve čtvrti Pisárky v Brně. Nachází se zde největší brněnské koupaliště, poprvé otevřené roku 1990, které vzniklo přestavbou areálu říčních lázní z 20. let 20. století. Areál je v majetku města a spravuje jej městská společnost Starez.

## Historie
V první polovině 20. let 20. století zde vznikl na Svratce areál říčních lázní, jež zde v následujících desetiletích fungovaly. Od roku 1959 byl areál Riviéry součástí brněnského parku kultury a oddechu.
Na začátku 80. let 20. století se vedení města Brna rozhodlo postavit v přírodním areálu padesátimetrové bazény. Projekt byl zadán Stavoprojektu Brno. Projektanti Jan Doležal a Petr Hrůša v návrhu říčních lázní zachovali přírodní ráz a průběh slepého ramena Svratky (původně, před regulací, hlavní tok). Koupaliště bylo navrženo jako průtokové, 500 metrů dlouhé koryto využívalo vodu ze Svratky. V roce 1990 bylo koupaliště otevřeno pro veřejnost. V roce 1994 vypsalo město Brno výběrové řízení na provoz koupaliště Riviéra, které vyhrála firma Riviera Brno spol. s r.o. majitele Josefa Kolaříka (z rodiny Berouskových) a jeho ženy. Firma Riviera Brno se ve smlouvě zavázala vybudovat zábavní centrum s delfináriem za stovky miliónů korun. Josef Kolařík chtěl vykopat bazény a vybudovat aquapark s velkým delfináriem. Na výstavbu tak velkého projektu firma Riviera Brno neměla finance, a areál postupně chátral. V roce 1995 již provozovatel nepřipravil areál na novou sezónu a proto město Brno podalo žalobu na Kolaříkovu firmu na vyklizení areálu a později na výpověď z nájmu. V roce 2000 brněnský městský soud potvrdil vypovězení nájemní smlouvy. Josef Kolařík se odvolal ke krajskému soudu, který odvolání zamítl. 
Po sedmi letech chátrání bylo koupaliště znovu otevřeno v roce 2002, kdy se vrátilo do majetku města Brna.
Protože koupaliště však po několika letech přestalo vyhovovat po technické stránce (z bazénů unikalo až 200 m³ vody denně), rozhodlo město Brno v následujícím desetiletí o opravě. Autory nového návrhu Riviéry byli členové týmu architektonické kanceláře A77 Architekti. Modernizací a zásadní přestavbou prošly od září 2017 do jara 2018 na základě zadání města především samotné betonové bazény, které byly vyměněny za nerezové, a veškeré rozvody a technologické zázemí. Za opravy město zaplatilo celkem 218 milionů korun. Dne 16. června 2018 bylo koupaliště otevřeno po rekonstrukci.

## Současnost

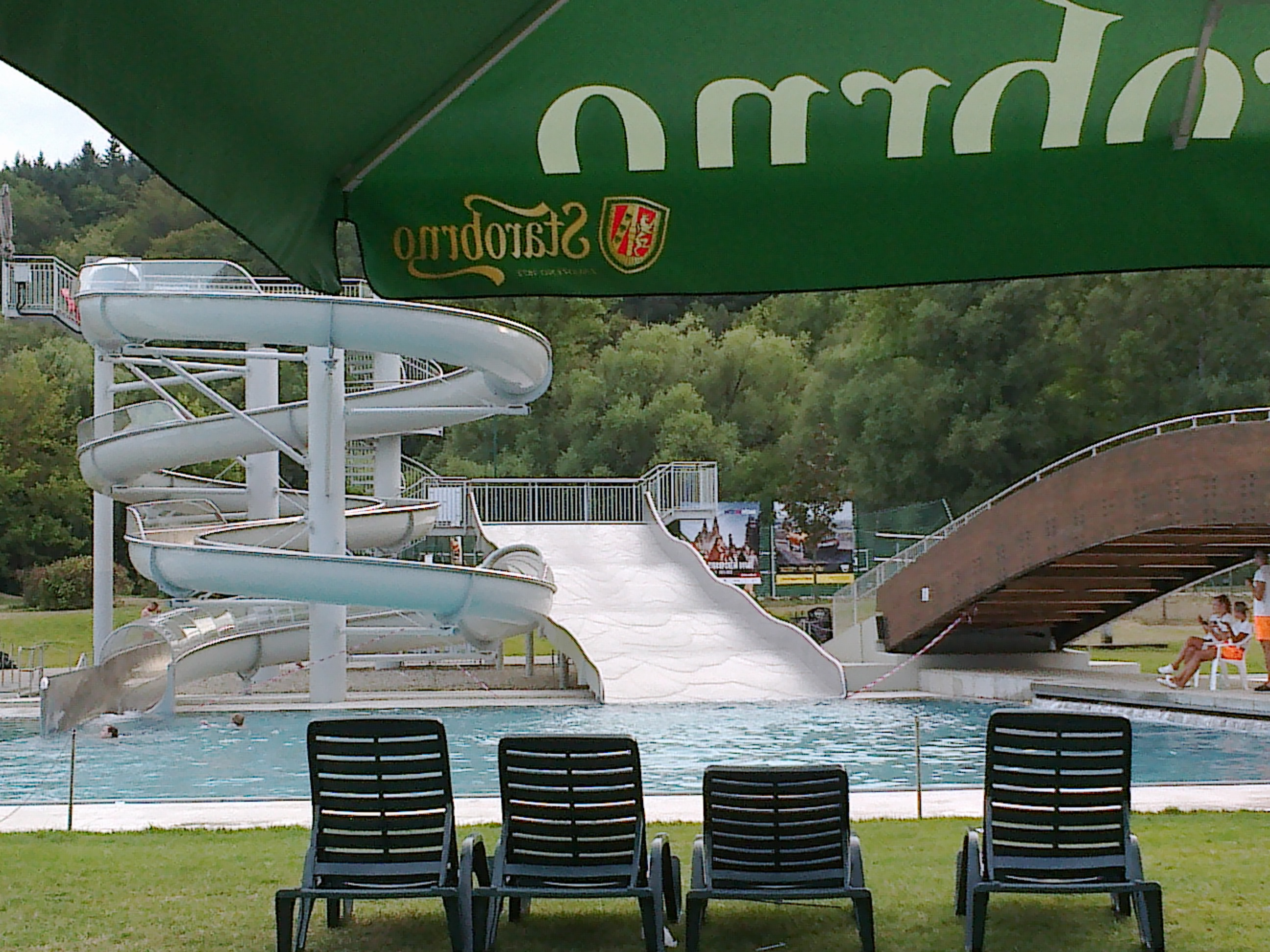
Tobogán v areálu

Koupaliště budí dojem slepého říčního ramene a z řeky Svratky je také zásobováno vodou, která však prochází přes čističku a další potřebnou úpravu tak, aby odpovídala hygienickým normám. Riviéra se nyní skládá ze tří samostatných bazénů, které ale na pohled tvoří jedno kaskádově propojené řečiště: 
- První a nejmělčí bazén je brouzdalištěm pro nejmenší děti.
- Druhý, který má nejvíce atrakcí (včetně 7 metrů vysokého tobogánu, skluzavek a vířivek), tvoří relaxační zónu.
- Třetí bazén je vhodný především pro plavce, v jeho zadní části je pak lanový most s lekníny a lezecká stěna.

Do areálu se dle projektantů vejde celkem 7 800 návštěvníků.